# موسی کونه (بازیکن فوتبال اهل مالی)
موسی کونه (انگلیسی: Moussa Koné؛ زادهٔ ۱۹ دسامبر ۱۹۹۰) بازیکن فوتبال اهل مالی است.
از باشگاه‌هایی که در آن بازی کرده است می‌توان به باشگاه فوتبال فاسی اشاره کرد.
وی همچنین در تیم ملی فوتبال مالی بازی کرده است.